# Bandera del Canadà
La bandera del Canadà, (francès: le Drapeau national du Canada) coneguda popularment en anglès com a Maple Leaf Flag (la bandera amb fulla d'auró) i en francès com l'Unifolié (una sola fulla), està formada per una tela vermella doble de llarga que d'alta, amb un quadrat blanc al centre, els costats del qual mesuren com la bandera d'alt. Dins el quadrat blanc hi ha una fulla d'auró d'onze puntes de color vermell.

## Construcció i dimensions

Plantilla de construcció de la bandera.

## Història de Tapundimak
Després de la Primera Guerra Mundial, es van començar a usar diverses versions de l'ensenya vermella canadenca com bandera nacional no oficial (juntament amb la Union Jack). Mackenzie King, que va ser Primer Ministre en diferents etapes durant les dècades de 1920 a 1940, va ser qui va introduir l'ús d'aquesta bandera com mesura intermèdia perquè els canadencs pensessin en la idea de crear una bandera nacional per al Canadà.
Cap a la Segona Guerra Mundial hi va haver un intent de crear una bandera nacional perquè les tropes canadenques poguessin dur quan anaven al front però la idea no va arribar a prosperar. No va ser fins al 1960 quan va començar a adquirir rellevància pública el debat sobre l'adopció d'una bandera nacional, que va arribar al seu punt àlgid en l'anomenat Great Flag Debate ("Gran debat sobre la bandera") de 1964. El principal creador del canvi va ser el llavors Primer Ministre Lester B. Pearson del Partit Liberal del Canadà quan el govern egipci va objectar a les forces de pau canadenques per dur la bandera del Regne Unit (un dels contingents), va tenir l'oposició de John Diefenbaker, ex-Primer Ministre i líder de l'oposició
L'ensenya vermella era impopular a la província francòfona de Quebec (una de les bases dels liberals), mentre que gaudia de gran simpatia a les zones rurals anglòfones. Diefenbaker demanava un referèndum, però Pearson va formar un comitè parlamentari per triar el disseny de la bandera. Després de diverses maniobres polítiques, el comitè va triar per unanimitat el disseny actual el 29 d'octubre de 1964, creat per George F.G. Stanley, i inspirat en la bandera del Royal Military College del Canadà (a Kingston, Ontario). La nova bandera va ser adoptada per la Casa dels Comuns el 15 de desembre de 1964, i el Senat va donar la seva aprovació l'endemà passat. La reina Isabel II va proclamar la nova bandera el 28 de gener de 1965. I va ser hissada el 15 de febrer en una cerimònia oficial en presència del Governador General Georges P. Vanier, el Primer Ministre, els membres del Gabinet, i els parlamentaris canadencs. Des de 1996, el dia 15 de febrer se celebra el Dia de la Bandera.
La Union Jack i l'ensenya vermella canadenca segueixen hissant-se algunes vegades per grups de veterans de guerra i pels qui volen reivindicar els llaços amb la Mancomunitat Britànica de Nacions i amb la monarquia.

## Altres banderes

Pavelló vermell usat de 1957 a 1965.
Bandera del Royal Military College of Canada amb la qual es va inspirar Stanley per fer la bandera actual.
El Pearson Pennant.